# Mister Sinister
Mister Sinister (Nathaniel Essex) is een fictieve superschurk uit de strips van Marvel Comics, en een vaste vijand van de X-Men. Hij werd bedacht door Chris Claremont en Marc Silvestri, en verscheen voor het eerst in Uncanny X-Men #221 (september 1987).
Sinister is waarschijnlijk de grootste genetisch onderzoeker in het Marvel Universum. Hij is in staat tot klonen, bovenmenselijke eigenschappen te creëren en mutantenkrachten te beheersen. Hij dankt zelf zijn krachten aan de mutant Apocalypse. Hij is echter geen trouwe dienaar van Apocalypse, en gebruikte dan ook de Summers familie, Scott Summers en Jean Grey, om Apocalypse te verslaan.

## Biografie

### Oorsprong
Nathaniel Essex werd geboren in Londen in de 19e eeuw. Hij was een briljante wetenschapper in het victoriaanse Engeland, geobsedeerd door Darwins evolutietheorie. Tijdens zijn onderzoek in 1859 ontdekte hij al dat de mensheid mutaties onderging. Hij zocht steun voor zijn onderzoek bij vele groepen zoals de Hellfire Club, maar die wezen hem allemaal af. Hij liet een groep handlangers genaamd de Marauders mensen ontvoeren voor zijn experimenten.
Rond dezelfde tijd kwam Essex in contact met Apocalypse. De twee vormden een bondgenootschap, en Apocalypse gebruikte zijn geavanceerde technologie om Nathaniel te muteren tot een supermens. Met zijn nieuwe krachten en uiterlijk nam Nathaniel de naam Mister Sinister aan. Apocalypse gaf Sinister het bevel een enorme ziekte te creëren die alle zwakken in de wereld zou doden, maar Sinister ging hier niet op in. Hij creëerde wel een ziekte, maar die viel enkel Apocalypse aan en maakte dat hij weer jaren in schijndood verbleef.

### Eind 19e en begin 20e eeuw
Sinister zette zijn werk voort, waarbij hij de ene keer voor en de andere keer tegen Apocalypse werkte. Hij nam ook verschillend aliassen aan om zijn werk voor te blijven zetten. In 1891 ontmoette hij een aantal tijdreizende mutanten uit de toekomst, Gambit en Courier. Sinister wist met zijn geavanceerde technologie Couriers kracht van gedaanteverandering te kopiëren.
In de jaren 20 van de 19e eeuw ontmoette Sinister een man genaamd Herbert Edgar Wyndham die dezelfde ambities bleek te hebben als Sinister, namelijk het kraken van de genetische code van het menselijke DNA. Sinister was hier reeds in geslaagd, en gaf Wyndham de blauwdrukken van de genetische code. Edgar zou dankzij deze blauwdrukken later bekend komen te staan als de High Evolutionary.
Gedurende de Tweede Wereldoorlog werkte Sinister voor de nazi’s, waar hij de bijnaam “Nosferatu” kreeg vanwege zijn bleke huidskleur en zijn gewoonte van iedereen bloed af te tappen voor onderzoek. Volgens Magneto was Sinister ook vaak aanwezig in Auschwitz. Gedurende deze tijd creëerde hij Experiment N2, een kloon van Namor the Sub-Mariner. Deze kloon kon zowel Namor als de originele Human Torch de baas, maar tot Sinisters verbazing verloor N2 een gevecht met Captain America. Om hem te helpen stelde Sinister een nieuw Marauders team samen.

### Komst van de mutanten
Sinister werkte mee aan een geheim overheidsproject genaamd Project: Black Womb, waarbij duizenden kinderen werden onderzocht. Hier onderzocht Sinister in het geheim de ontwikkeling van mutantenkinderen. De held Cyclops was een van zijn proefpersonen tijdens zijn verblijf in het weeshuis.
Sinister was verantwoordelijk voor de “Mutant Massacre”, waarbij hij zijn Marauders de opdracht gaf alle mutanten die zich in de riolen ophielden, de Morlocks, te doden. Later werd onthuld dat Gambit een van de Marauders was. Gambit deed dit en nog meer omdat hij in het krijt stond bij Sinister. Toen Gambits krachten zich voor het eerst ontwikkelden waren ze zo groot dat hij ze niet kon beheersen. Sinister hielp Gambit, in ruil voor zijn diensten. Het is mogelijk dat Sinister Gambit herkende van hun eerdere ontmoeting bijna een eeuw geleden.

### De Summers familie en het Legacy Virus
Sinister was vooral geobsedeerd door de Summers familie, waaronder Cyclops, Havok en Vulcan. Hij besefte dat een kind van Scott Summers en Jean Grey een mutant zou worden met ongekende krachten. Een die zelfs Apocalypse zou kunnen verslaan en daarmee Sinister bevrijden van zijn meester. Hij maakte een kloon van Jean genaamd Madelyne Pryor, na Jeans “dood” trouwde met Scott. Samen kregen ze inderdaad een kind, Nathan Christopher Summers. Voordat Sinister dit kind kon ontvoeren voor zijn eigen plannen ontwaakte Apocalypse echter en voelde de bedreiging dit Nathan voor hem vormde. Daarom infecteerde hij de jonge Natha met een techno-organisch virus. Nathan werd naar de toekomst gebracht om te genezen, en groeide daar op tot de mutant Cable.
Sinister was onbedoeld verantwoordelijk voor het loslaten van het Legacy Virus, een ziekte gemaakt door Stryfe, een kloon van Cable. Sinister gebruikte de mutant Threnody om slachtoffers van dit virus op te sporen, zodat hij ze kon bestuderen en een tegengif kon maken. Uiteindelijk wist Moira MacTaggart een tegengif te maken, dat vervolgens werd geactiveerd doordat Colossus zich opofferde. Sinister bood de andere X-Men aan Colossus te klonen, maar dit aanbod werd afgeslagen.

### Vrijheid
Sinisters wraakplannen tegen Apocalypse bleken niet geheel te zijn mislukt. Cable had zelf ook een grote haat tegen Apocalypse. Toen Apocalypse met Cyclops fuseerde tijdens de climax van The Twelve verhaallijn, spoorden Cable en Jean Grey Apocalypse op. Jean scheidde Apocalypse’ astrale vorm van Cyclops’ lichaam, waarna Cable hem doodde. Dit gaf Sinister de vrijheid die hij al zo lang zocht.
Hoewel hij nu vrij was, veranderde dit niets aan zijn motieven. Sinister stelde zijn onderzoek boven alles, en zonder Apocalypse kon hij ongestoord door gaan met zijn werk. Er is een grote kans dat door Sinisters oude meester uit de weg te ruimen, de X-Men juist een groter kwaad hebben gecreëerd. Sinister verscheen recentelijk als lid van het nieuwe Weapon X, onder het alias van Dr. Robert Windsor.

### House of M en verder
Sinister had een kleine, maar belangrijke rol in de House of M realiteit (te zien in Cable & Deadpool #17). In deze realiteit was hij uit de samenleving verbannen vanwege experimenten op mutanten, iets wat verboden was onder Magneto’s regering. Ook in deze realiteit was Sinister verantwoordelijk voor de geboorte van Cable, die volgens hem van groot belang was voor de toekomst.
Behalve een kleine cameo in House of M: The Day After heeft Mister Sinister nog niets van zich laten horen na de gebeurtenissen uit House of M. Het is niet bekend wat voor effect House of M op hem heeft gehad, aangezien hij enkele van zijn krachten verkregen had door zichzelf met mutant DNA te versterken.

## Krachten en vaardigheden
Mister Sinister bezit een groot aantal krachten, die van tijd tot tijd variëren. Bij zijn introductie in de strips was hij een zeer sterke tegenstander die ook aanvallen kon uitvoeren op het astrale niveau, energiebollen kon afvuren en krachtvelden oproepen. Hij was alleen kwetsbaar voor Cyclops optische stralen. Een zwakheid die hij later wist te verhelpen.
Sinister heeft totale controle over de cellulaire structuur van zijn lichaam, wat hem in staat stelt tot gelimiteerde gedaanteverandering. Hij kan de vorm aannemen van wie hij maar wil. Hij lijkt ook over bovenmenselijke kracht te beschikken, waarschijnlijk als gevolg van zijn gedaanteverandering. Hij kan regenereren en zo snel genezen van zware verwondingen. In het verleden beschikte hij ook over sterke telepathische krachten, waaronder de gave om vijanden mentaal te verlammen en een psychische aanval van Psylocke te weerstaan. Hij beschikt over gelimiteerde telekinetische krachten zoals mentaal voorwerpen laten bewegen en energiestralen afschieten. Er werd aangenomen dat hij ook kon teleporteren, maar dat bleek niet waar te zijn.
Sinister is verder een groot genie en meester geneticus. Hij kan genetische mutaties nauwkeurig voorspellen en DNA splitsen. Oorspronkelijk verkreeg Sinister zijn krachten van Apocalypse, maar het is zeer aannemelijk dat hij zijn latere krachten dankt aan experimenten op zichzelf. Hij kan grote hoeveelheden klonen maken, iets wat hij met al zijn Marauders heeft gedaan. Sinister is tevens een meester arts, en bezat ooit genetische monsters van meer dan duizend mensen.
Sinister is een meedogenloze man die niets of niemand uit de weg gaat voor zijn onderzoek. Hij geeft er de voorkeur aan vanuit de schaduwen te opereren, en zijn vuile werk op te laten knappen door handlangers. Hij is arrogant, zelfverzekerd en verwacht totale gehoorzaamheid van zijn helpers.

## Ultimate Sinister
In het Ultimate Marvel univerum is Sinisters verleden heel anders. Hier is hij een wetenschapper in dienst van Norman Osborn. Er zijn geruchten dat hij heeft geëxperimenteerd op Gambit gedurende zijn jeugd. Zijn uiterlijk is ook heel anders. De ultimate versie van Sinister is een zwaar gespierde, getatoeëerde bodybuilder. Hij heeft een tatoeage met het woord Sinister op zijn arm, vandaar ook zijn naam. Hij verkreeg superkrachten door experimenten op zichzelf. Zijn sterkste kracht is die van gedachtenbeheersing. Zelfs professor X kan zijn controle over iemand niet verbreken.
Hij verloor in het proces echter ook zijn verstand, en kreeg hallucinaties over een zekere “Lord Apocalype”, die hem het bevel zou hebben gegeven mutanten te doden. Of deze Apocalypse echt bestaat of slechts een hallucinatie is van Sinister is niet bekend.

## Sinister in andere media
- Mr. Sinister was een regelmatig terugkerende vijand in de X-Men animatieserie. Zijn stem werd hierin gedaan door Christopher Britton. Deze Sinister is geobsedeerd door het maken van sterkere mutanten, waardoor hij interesse heeft in sterke mutanten als Cyclops, Jean Grey en Magneto. Net als zijn stripversie kon deze Sinister energiestralen afvuren en was kwetsbaar voor Cyclops’ optische stralen. Hij gebruikte zowel de Nasty Boys als de Savage Land mutanten als dienaren. Net als zijn stripversie is ook deze Sinister van oorsprong een wetenschapper uit het Victoriaanse Engeland, maar hij verkreeg zijn oorspronkelijke krachten niet van Apocalypse. Hoewel deze versie van Sinister geen enkele band heeft met Apocalypse, sloot hij zich wel bij hem aan toen Apocalypse de realiteit wilde herschrijven.

- Voordat de serie werd stopgezet stond Sinister gepland voor de stripserie gebaseerd op de animatieserie X-Men: Evolution. Hij zou in deel 8 voorkomen.

- Mister Sinister verscheen in het computerspel X-Men Legends II: Rise of Apocalypse als Apocalypse’ rechterhand.

### Film
- In de film X2 verscheen zijn naam op een computerscherm waarop een lijst van mutanten werd getoond.